# Oltar sv. Zenona Veronskega
Oltar sv. Zenona Veronskega se imenuje triptih, ki je bil ustvarjen za glavni oltar cerkve San Zeno v Veroni. Skupaj šest posameznih slik, tri velike tablein tri manjše na predeli je ustvaril Andrea Mantegna med letoma 1457 in 1460. Delo je eno njegovih glavnih del  in velja za mojstrovino svojega časa. To je prvi veliki renesančni oltar, na katerem se je dosledno uporabljalo novo pojmovanje realizma. Poleg tega je bila v severni Italiji prvič predstavljena Sacra conversazione.

## Zgodovina
Mantegna se je leta 1454 poročil z Nicoloso Bellini, snaho Jacopa Bellinija. Naročilo za oltar je prejel konec leta 1456  od Gregoria Correrja, opata benediktinskega samostana San Zeno v Veroni in papeškega protonotarja. Correr, ki se je izobraževal v šoli Vittorino da Feltre, je kasneje postal beneški patriarh. Del korespondence med Mantegno, Correrjem in mejnim grofom Mantove, Luigijem III. Gonzaga, je še vedno ohranjen. Na primer, pismo z dne 5. januarja 1457 poroča o odobritvi pogodbe s strani dvora v Mantovi [6] . Mantegna je bil na tej točki že aktiven. V nadaljnjih dopisih z dne 27. novembra 1457, 15. aprila 1458 ter februarja in 28. junija 1459 se je Luigi III. pozanimal glede stanja dela. V nasprotju z željami mejnega grofa  je bil oltar v celoti izdelan v Mantegnini delavnici v Padovi  in je prispel v Verono julija 1459. Mantegna je bil znan po svojem počasnem slikarskem slogu. To je bil tudi rezultat posebne pozornosti, ki je zajela vse podrobnosti. Prve maše so bile leta 1460.
Oltar je ostal na svojem mestu na glavnem oltarju cerkve do vdora Napoleonoviih čet v Italijo leta 1797, ko so ga odnesli v Pariz. Po porazu Napoleona in dunajskem kongresu leta 1815 so ga le delno vrnili, tri spodnje podobe s predele so ostale v Franciji. Srednja slika, prizor Križanja, je danes prikazan v Louvru; druga dva si lahko ogleda v Musée des Beaux-Arts in Toursu. Po vrnitvi oltarna slika ni bila več postavljena na prvotno mesto na velikem oltarju, ampak v cerkvenem koru - po mnenju nekaterih umetnostnih zgodovinarjev precej previsoko. Manjkajoče slike so nadomestile kopije, ki jih je v 19. stoletju izdelal Giovanni Cagliari.

## Uokvirjanje
Okvir oltarja je iz pozlačenega in poslikanega lesa. Vsekakor je bil zasnovan skupaj s posameznimi slikami, saj se njihova perspektivna postavitev nanaša na samo strukturo. Za Mantegno ga je verjetno izdelal kipar po njegovih specifikacijah. Vzorec za gradnjo celotnega oltarja je bil najverjetneje Donatellov oltar za Sant'Antonio v Padovi, zgrajen do leta 1450, pa tudi slika Madona s štirimi cerkvenimi očeti, ki jo je ustvaril Antonio Vivarini v Akademiji v Benetkah. Okvir, zasnovan po starodavnih modelih, v slogu starodavne tempeljske fasade je bil popolna novost v Veroni, kjer so bili ljudje vajeni čisto poznogotskih umetnin.
V spodnjem delu so tri manjše slike uokvirjene in ločene s štirimi močnimi, bogato okrašenimi in pozlačenimi podstavki. Srednje tri table so uokvirjene s tridimenzionalnimi, prav tako pozlačenimi in kaneliranimi polstebri s korintskimi kapiteli, ki stojijo na podstavkih. Zgornji konec tvorita arhitrav in segmentni lok nad njim, ki se konča z dvema stranskima volutama. Arhitrav in segmentni lok sta poslikana in pozlačena.

## Zgornje table
Tema Sacra conversazione narekuje strukturo treh zgornjih tabel. V osrednjem delu oltarja je sv. Marija z Jezusom. Na obeh stranskih tablah sta prikazani skupini svetnikov in drugih ljudi. Vsaka slika je velikosti 220 × 115 centimetrov.
Mantegna je prostor upodobitve oblikoval kot strogo simetričen tempietto  ali »tempeljski paviljon« , ki se zoži v perspektivi nazaj in je prekrit s kasetiranim stropom nad frizom iz puttov. Bogato izdelane girlande iz sadja dajejo slikam posredni element kljub stebrom in ustvarjajo dodaten učinek globine skozi poslikavo nad kapiteli. Na splošno kompozicija sledi načelom trompe l'oeil slikarstva. To je mogoče opaziti tudi na talnih ploščicah, ki so v perspektivi skrajšane. Kvadratni stebri z marmornimi oblogami so okrašeni z osmimi vidnimi reliefnimi medaljoni, od katerih jih je sedem mogoče zaslediti na antičnih gemaah ali kovancih.
Pri usmerjanju svetlobe se je Mantegna usmeril na prvotno lokacijo velikega oltarja, zato je pričakoval, da bo svetloba prihajala od zgoraj desno. Figure na levi stranski tabli so zato prikazane v krepkih barvah, medtem ko je slika skupine ljudi na desni tabli ostala bleda. Najmočnejše barve pa so bile uporabljene za srednjo tablo. Ker svetloba pada z zgornje leve strani na trenutni lokaciji oltarja, jo je težko videti.
Na srednji tabli je motiv Marije z Jezusom. Marija sedi na kamnitem prestolu, zgornji del naslonjala je usklajen z okrasnim oknom v obliki kolesa in ima učinek haloja, ki ponovno zapira obe figuri. Nenavadno na upodobitvi Marija z levo roko podpira stoječega dečka, njena desna pa ga drži. To se razlaga kot dečkova predstavitev v smislu obljube odrešenja. Božja prisotnost je vidna skozi prižgano svečo v sredini slike nad Marijino glavo. Preprogo, ki jo lahko vidimo pod prestolom, bi lahko oblikovali po izvirniku iz Anatolije v družini naročnika. Na njej je zapisano majhno leto "1433"; To je bilo leto, ko je Correr opatiji San Zeno podelil ad commendam. Izhodišče osrednje perspektivne konstrukcije prostora leži v središču venca, ki ga pokriva preproga. Ker ga drži tudi pokrit putto, za katerim je škatlasta struktura, se domneva, da je bil ob nogah Madone upodobljen starodavni sarkofag. To se razlaga kot slika premagovanja smrti po veri in s tem kot dodatna obljuba opazujočemu verniku. Marijin pogled je usmerjen s slike na tiste, ki opazujejo ali molijo, medtem ko otrok Jezus gleda angele, ki okoli njega ustvarjajo glasbo. Pod skupino so otroške angelske figure, ki ustvarjajo glasbo. Zlasti desna zunanja figura otroka, ki igra in poje z napihnjenimi lici in nagubanimi nogami, je primer izjemno naturalističnega prikaza Mantegne. Nad Marijo sta na stebrih tempeljske zgradbe dva medaljona. Na levi je upodobljen kentaver s Kristusom, na desni človek vodi konja. Ta motiv naj bi sprejela skupina skulptur v Rimu, čeprav s spremembo. Dodani kerikej kaže, da gre za Merkurja in njegovega Pegaza. To bi lahko bil pokazatelj spremljave duše po smrti. 
Na levi tabli so štiri osebe pod arhitekturno podobo in vencem. Tako kot tiste na desni tabli predstavljajo vrline ustanovitelja, zlasti njegovo erudicijo v smislu prizadevanja za znanje iz študija verskih del. Skoraj vsak lik drži knjigo v roki. To so - od leve proti desni – sveti Peter, sveti Pavel, sveti Janez in zavetnik mesta Verona, sveti Zenon. Peter z rumenim plaščem nad rdečo haljo je prikazan s posebno močnimi barvami. Jasno izstopa od sosedov, katerih oblačila so ohranjena v temnih barvah. Na stebre nad skupino ljudi so ponovno pritrjeni okrogli medaljoni z reliefi. Ponovno temelji na antičnih vzorcih: Nad Petrom in Pavlom je povečana in raznolika podoba hadrijanskega kovanca, na sprednjem delu zadnjega levega stebra je upodobljena Viktorija s tropaionom.
Desna slika zgornjega dela prikazuje - od leve proti desni - svetega Benedikta, svetega Lovrenca, svetega Gregorja in na desnem robu slike svetega Janeza Krstnika. Medaljoni stebra nad slikami Gregorija in Lovrenca ter zadnji steber na desni strani table bi lahko bili spet navdihnjeni z antičnimi modeli, po možnosti z gemami ali reliefi iz antičnih sarkofagov. [30] Vsi ljudje imajo različne odnose in individualne lastnosti; niso prikazani kot idealne figure, ampak kot resnični ljudje. Mogoče so bili zasnovani po Mantegnovih prijateljih ali znanikih. To prispeva tudi k posebnemu vtisu slike.
»Pred Mantegno je bilo nekaj primerov sacra conversazione, vendar noben umetnik pred njim ni zbral toliko svetnikov in toliko arhitekturnih in dekorativnih elementov ter se tako oddaljil od konservativne in uveljavljene tradicije oltarjev s strogo ločenimi tablami.«

## Predela
- Srednja tabla (Križanje)
- Detajl srednje table
- Detajl srednje table

## Sprejem
Delo je dobilo "izjemen aplavz" sodobnikov in prineslo Mantegni "velik uspeh in spoštovanje". Umetniška dela, na katera je neposredno vplivalo, so: Triptih Gentile Bellini Marija in svetniki za cerkev Santa Maria Gloriosa dei Frari v Benetkah iz leta 1488 in Sacra Conversazione, ki ga je ustvaril cremonski slikar Vincenzo Civerchios leta 1491 in je danes razstavljena v Louvru. Oltar je postal vzor za beneško slikarstvo [45] in glavni vir poznejšega veronskega slikarstva. Umetniki, kot sta Francesco Benaglio in zgodnji Francesco Bonsignori, so sprejeli predloge. Mantegnin opus je vplival na umetnike od Albrechta Dürerja do Petra Paula Rubensa in Nicolasa Poussina.